# Kabupaten Ogan Ilir
Kabupaten Ogan Ilir är ett regentskap (kabupaten) i Indonesien.   Det ligger i provinsen Sumatera Selatan, i den västra delen av landet, 400 km nordväst om huvudstaden Jakarta. Antalet invånare är 396 384.